# Philothermus glabriculus
Philothermus glabriculus is een keversoort uit de familie dwerghoutkevers (Cerylonidae). De wetenschappelijke naam van de soort werd in 1863 gepubliceerd door John Lawrence LeConte.